# Carolin van Bergen
Carolin van Bergen (eigentlich: Caroline Hinz, * 27. März 1964 in West-Berlin; † 25. Oktober 1990 in Hamburg) war eine deutsche Schauspielerin und Synchronsprecherin.

## Leben
Carolin van Bergen war die Tochter der Schauspieler Ingrid van Bergen und Michael Hinz und hatte eine ältere Halbschwester Andrea, die Tochter von Ingrid van Bergen und Erich Sehnke.
Sie spielte in mehreren Fernsehserien mit, unter anderem in Eigener Herd ist Goldes wert und Wie gut, dass es Maria gibt. Zudem arbeitete sie auch als Sprecherin für zahlreiche Hörspielproduktionen, wie beispielsweise Das Imperium schlägt zurück (1985, als Leia Organa) oder Hanni und Nanni schmieden neue Pläne (Europa). Breitere Bekanntheit erreichte sie dabei vor allem in der Titelrolle der Europa-Hörspielserie She-Ra – Princess of Power. Zudem sprach sie in späteren Folgen der Defenders of the Earth – Die Retter der Erde die Jedda Walker und Judy Garland in der Synchronisation des Filmklassikers Meet Me in St. Louis.
Carolin van Bergen heiratete am 23. Dezember 1983 den Schauspieler Kay Sabban. Die Ehe blieb kinderlos und wurde nach zwei Jahren geschieden. Bei den Dreharbeiten zu der Serie Der Landarzt lernte sie im Jahr 1988 den Tonassistenten Ronald Lichter kennen. Ihr letzter Partner war der Schauspieler Nicolas König.
Bei einem Routineeingriff für eine Gewebeentnahme wurde festgestellt, dass ihr Körper von Metastasen befallen war. Carolin van Bergen starb noch während der Operation an Herzinsuffizienz.

## Filmografie
- 1976: Ein Mann für Mama
- 1977–1980: Pariser Geschichten (Fernsehserie)
- 1978: Ausgerissen! Was nun? (Fernsehserie, 1 Folge)
- 1982: Schwarz Rot Gold (Fernsehserie, 1 Folge)
- 1983: Das Traumschiff (Fernsehserie, 1 Folge)
- 1983: Der Paragraphenwirt (Fernsehserie)
- 1984–1986: Eigener Herd ist Goldes wert (Fernsehserie)
- 1985: Der Hund im Computer
- 1986: Segeln macht frei
- 1986: Detektivbüro Roth (Fernsehserie, 1 Folge)
- 1987–1990: Der Landarzt (Fernsehserie, 31 Folgen)
- 1989: Kasse bitte! (Fernsehserie, 1 Folge)
- 1990: Wie gut, daß es Maria gibt (Fernsehserie, 1 Folge)
- 1990: Zwiebeln und Butterplätzchen